# 元朗YOHO端午節和你shop

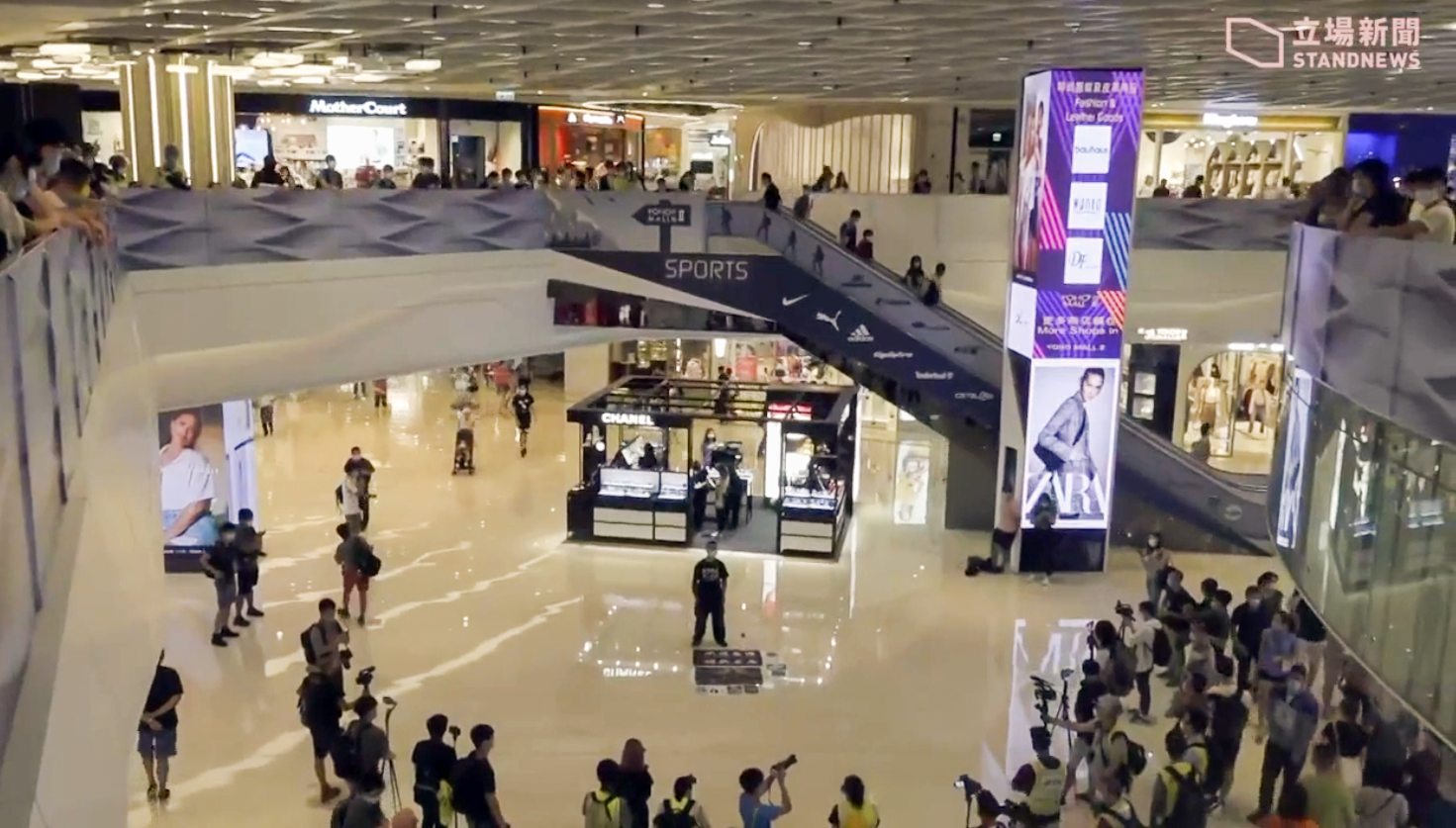
下午1時半，有人在中庭叫喊口號

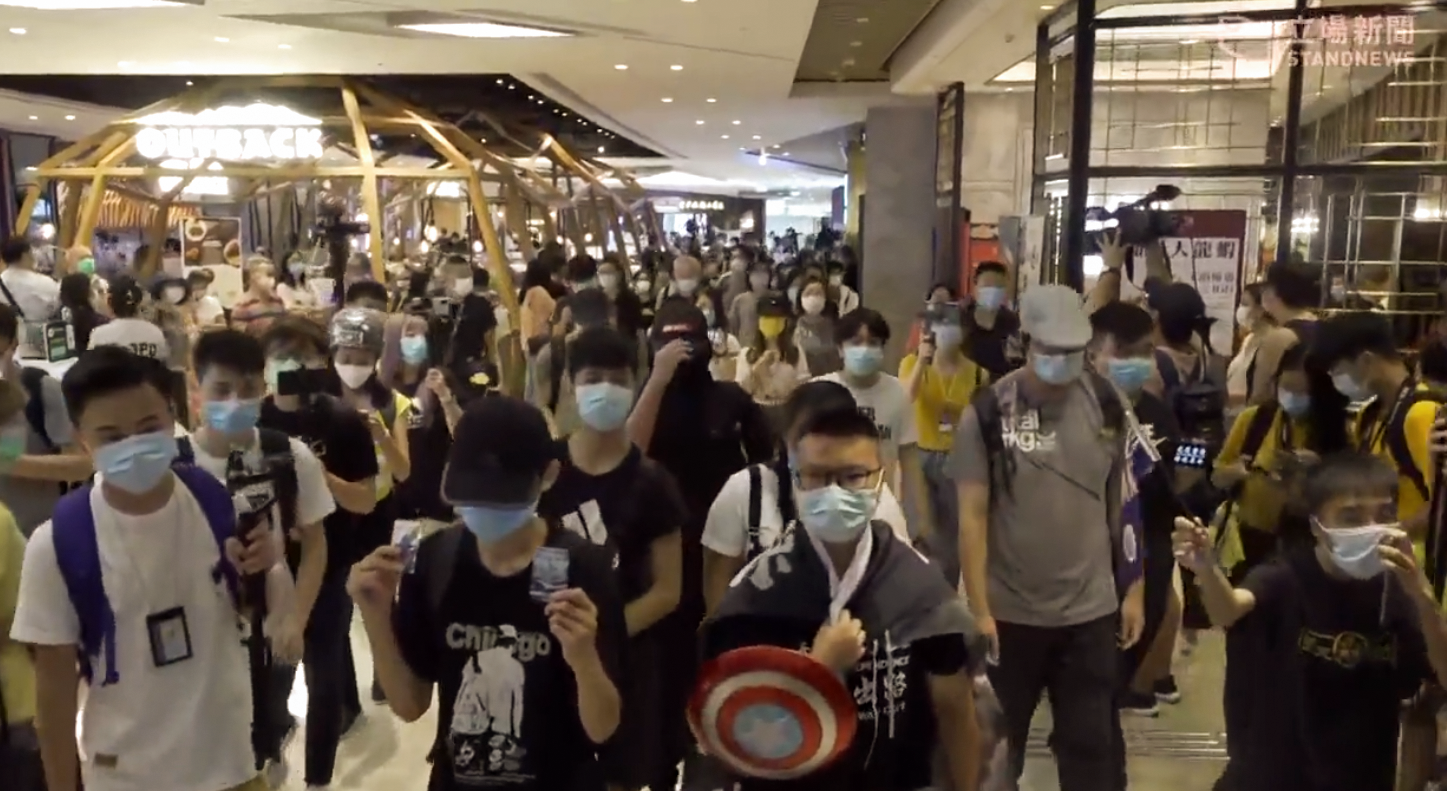
參與人士在商場一帶遊走

元朗YOHO端午節和你shop是網民發起在2020年6月25日於香港新界元朗YOHO MALL舉行的活動。活動秩序大致良好，但近百多名防暴警察先後五度衝入商場，便衣警員也在商場內突然截停10多名市民，事後全部被帶走。期後不少商戶需要落閘，多名市民被大批便衣警員噴射胡椒噴霧後不適，需要治理。

## 經過

### 發起
有網民發起在6月25日於元朗YOHO MALL舉行活動，警方派出大量警車和大批防暴警察在YOHO MALL外圍和元朗站嚴陣以待，截查市民證件。警方同時在沙田市中心周邊作出相應的佈防。

### 活動展開
下午1時半，一名男子手持美國隊長盾牌和標語在中庭叫喊口號，樓上2樓有十多名市民和應，其後大約20人手持標語和舉起「光復香港，時代革命」旗幟，沿商場一帶遊走。期間高叫「香港獨立，唯一出路」、「光復香港，時代革命」、「五大訴求，缺一不可」、「解散警隊」等口號。

### 防暴警察第一次衝入商場

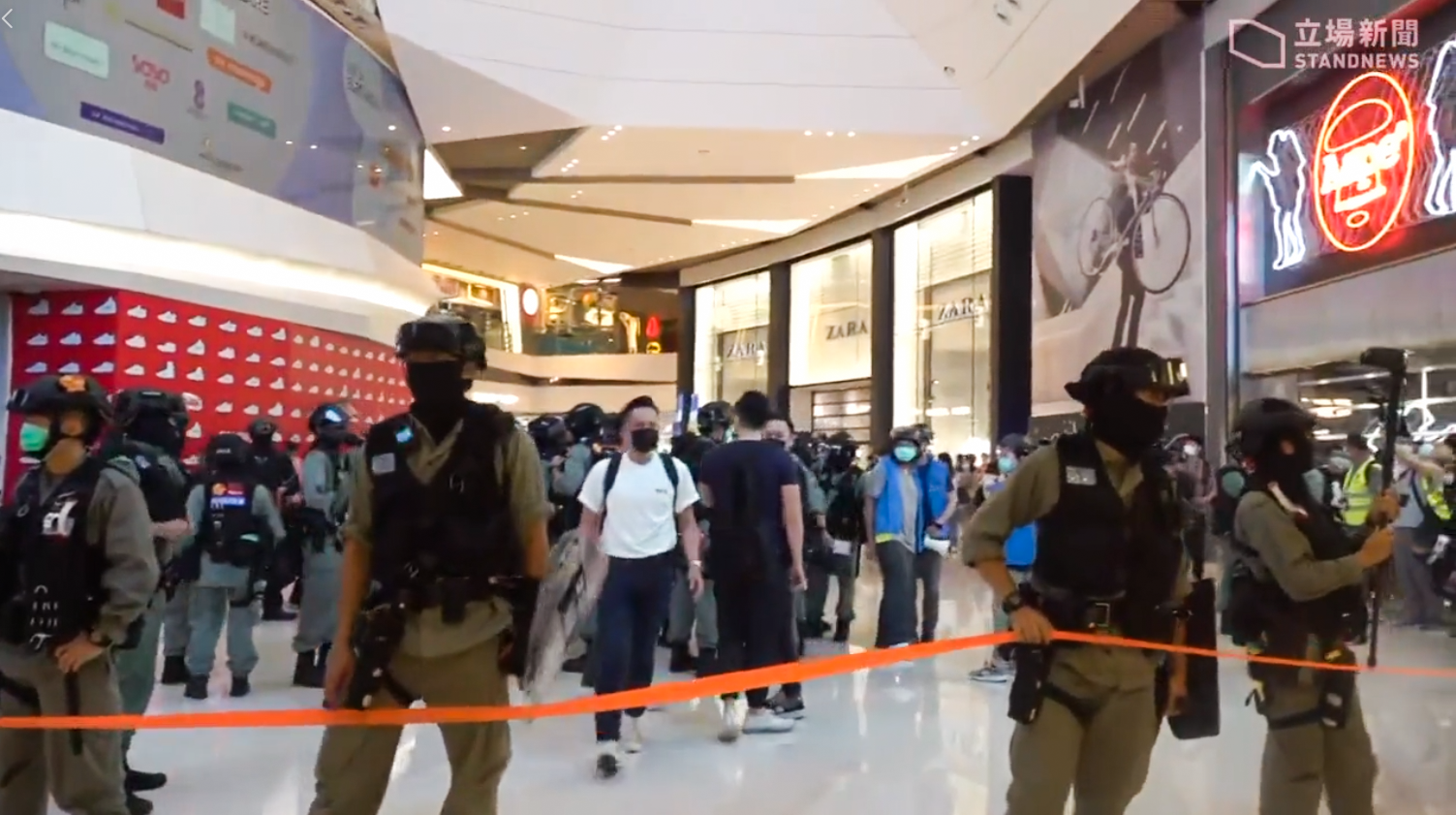
約80名防暴警和便衣警員在第1期中庭範圍拉起橙色膠帶封鎖線圍封

到下午2時半左右，當遊行人士到第1期1樓食肆位置後，約80名防暴警和數名速龍小隊成員分別從元龍街入口和元朗站方向進入商場，並在中庭範圍拉起橙色膠帶封鎖線圍封。不過大多商店未有落閘。防暴警員到6分鐘後離開，在玻璃門外巴士站駐守，不少人身上貼有「風林火山」標語和寫有「Bravo」字眼徽章，但未有展示編號。現場繼續有大量便衣在場。

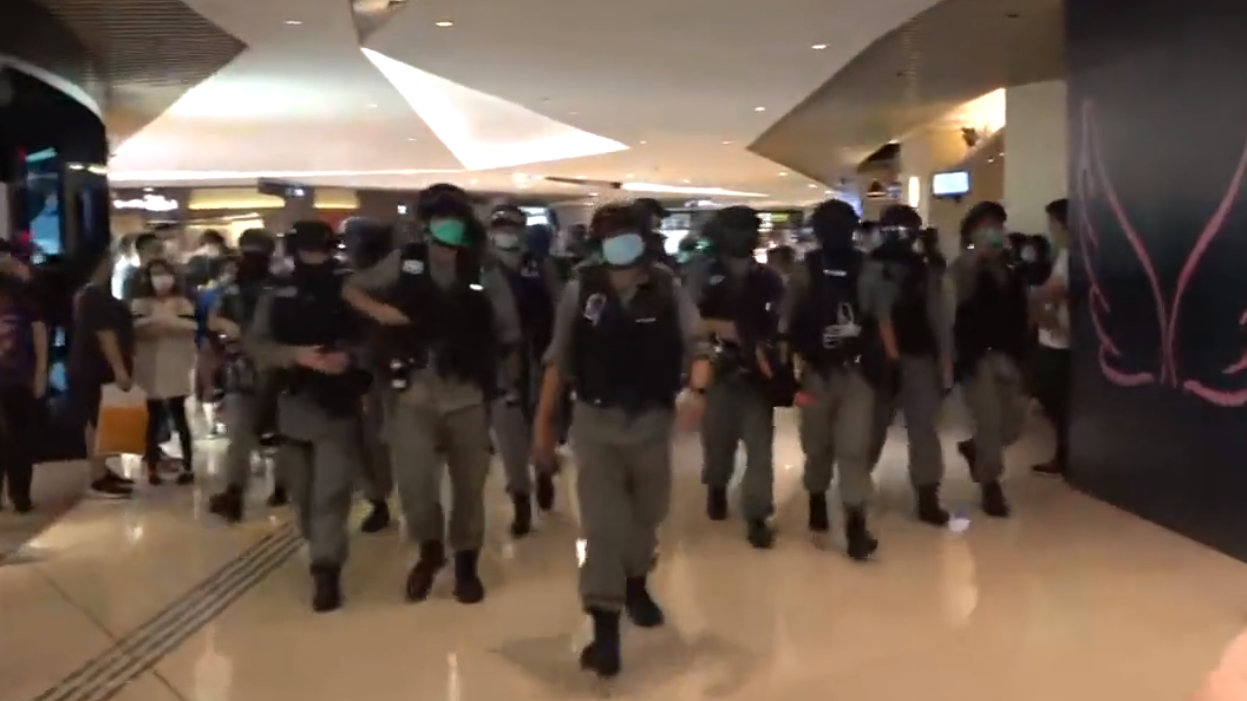
大批防暴警察在下午2時半左右入商場
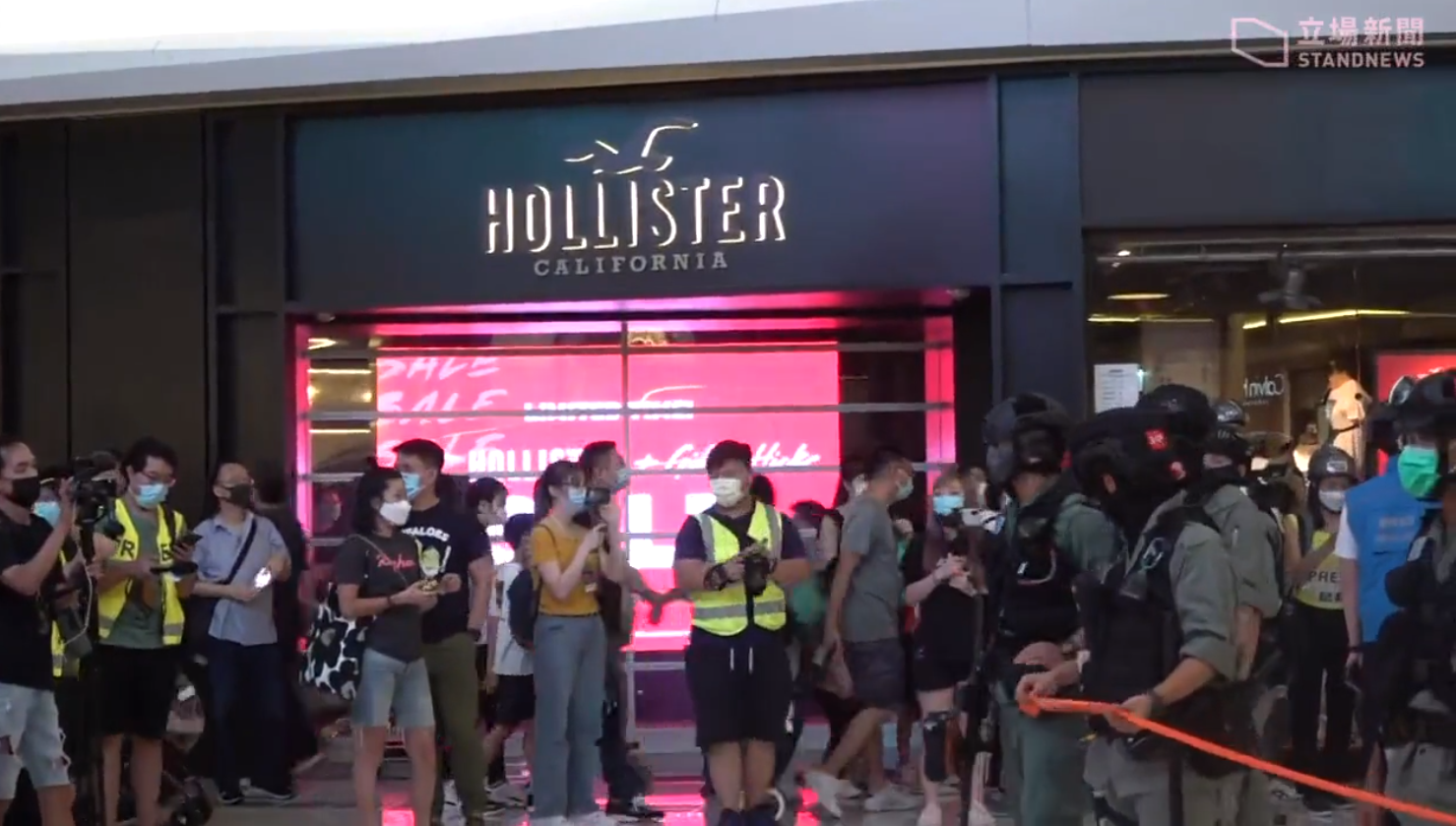
警員到場後有商店落閘
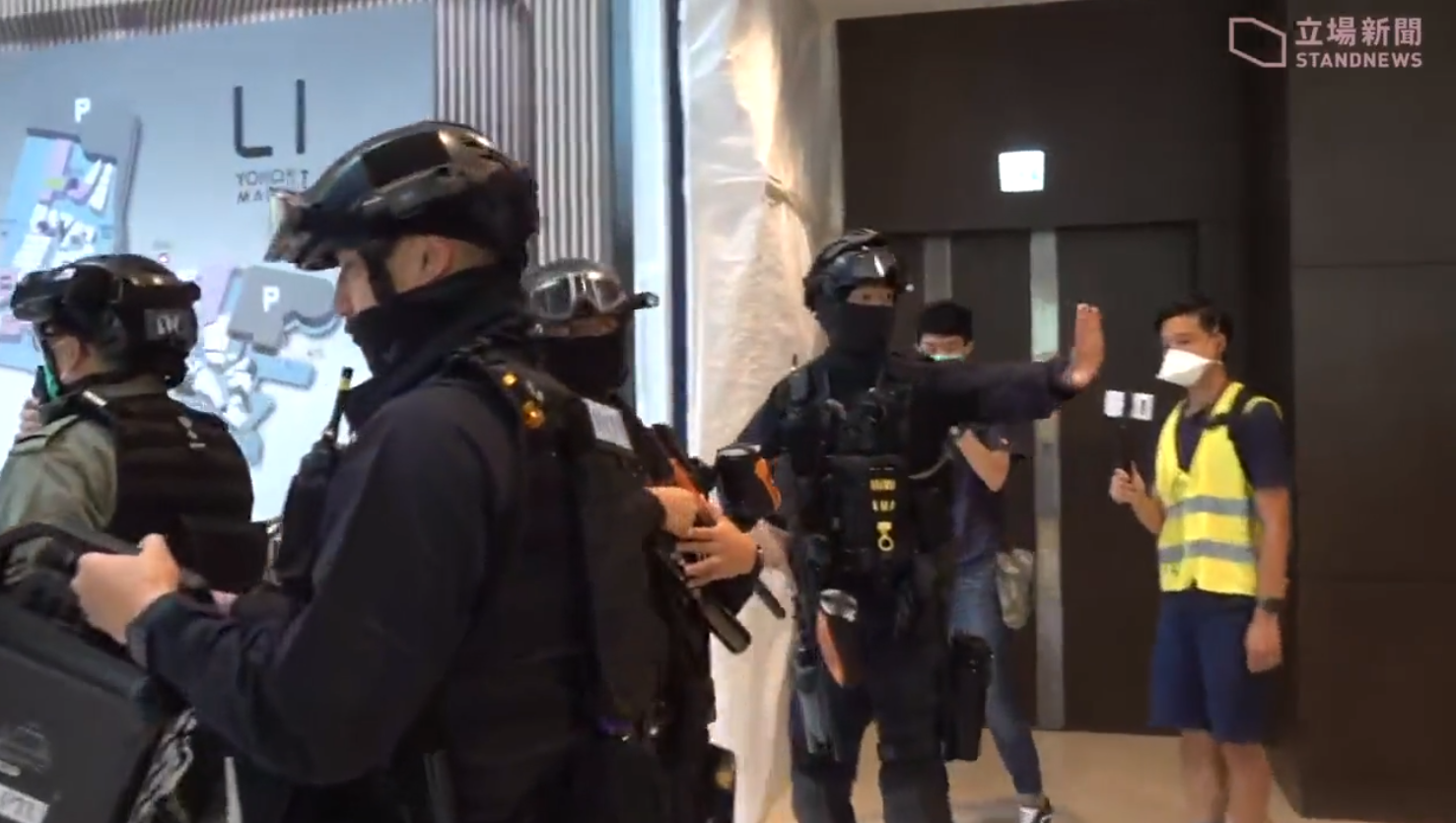
速龍小隊成員要求記者不要靠近
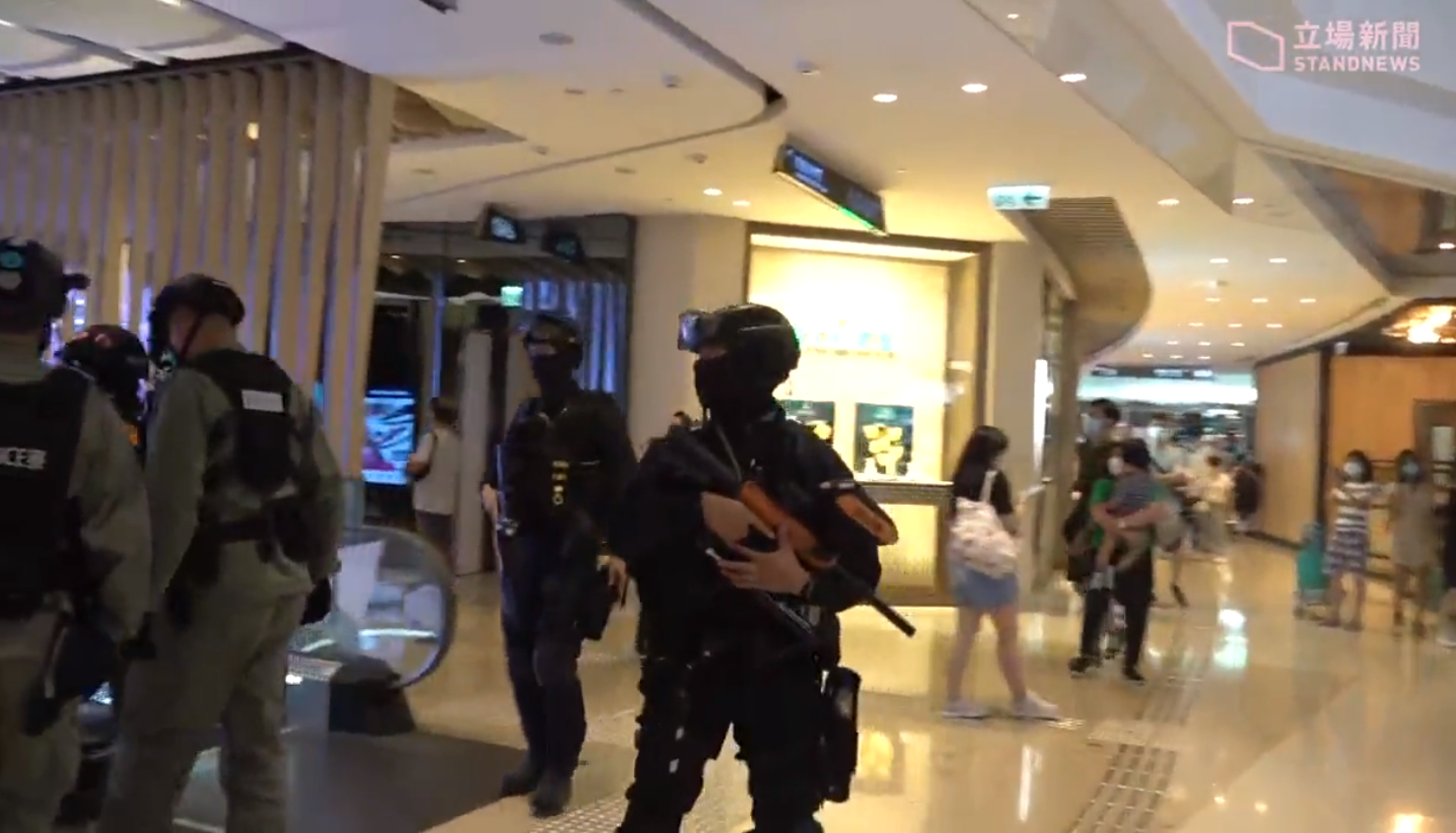
手持胡椒球槍的速龍小隊離開商場

### 父親買玩具後被警威嚇

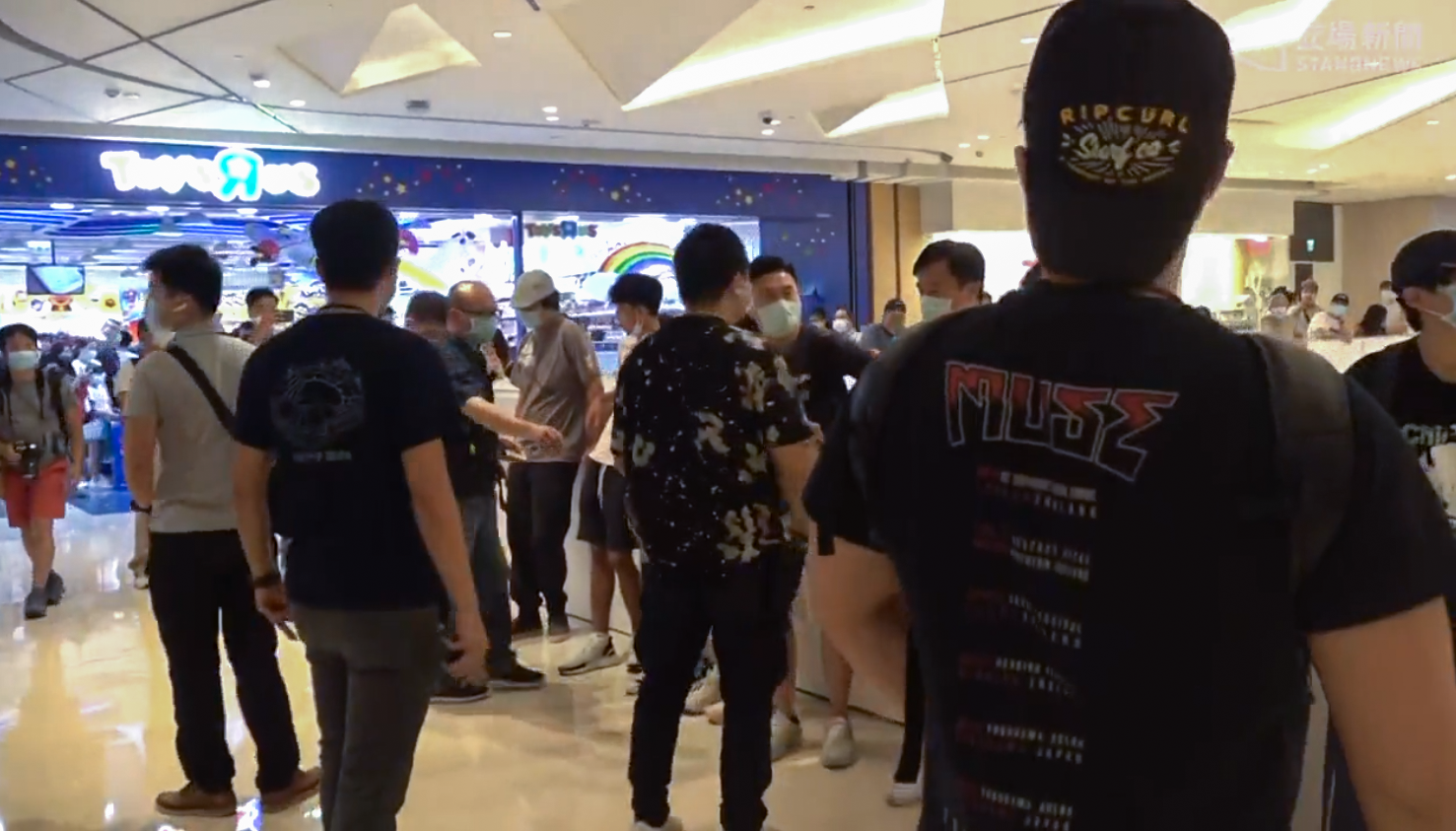
多名便衣警員在商場2樓截停大量市民要求截查，之後被截查人士全部被捕

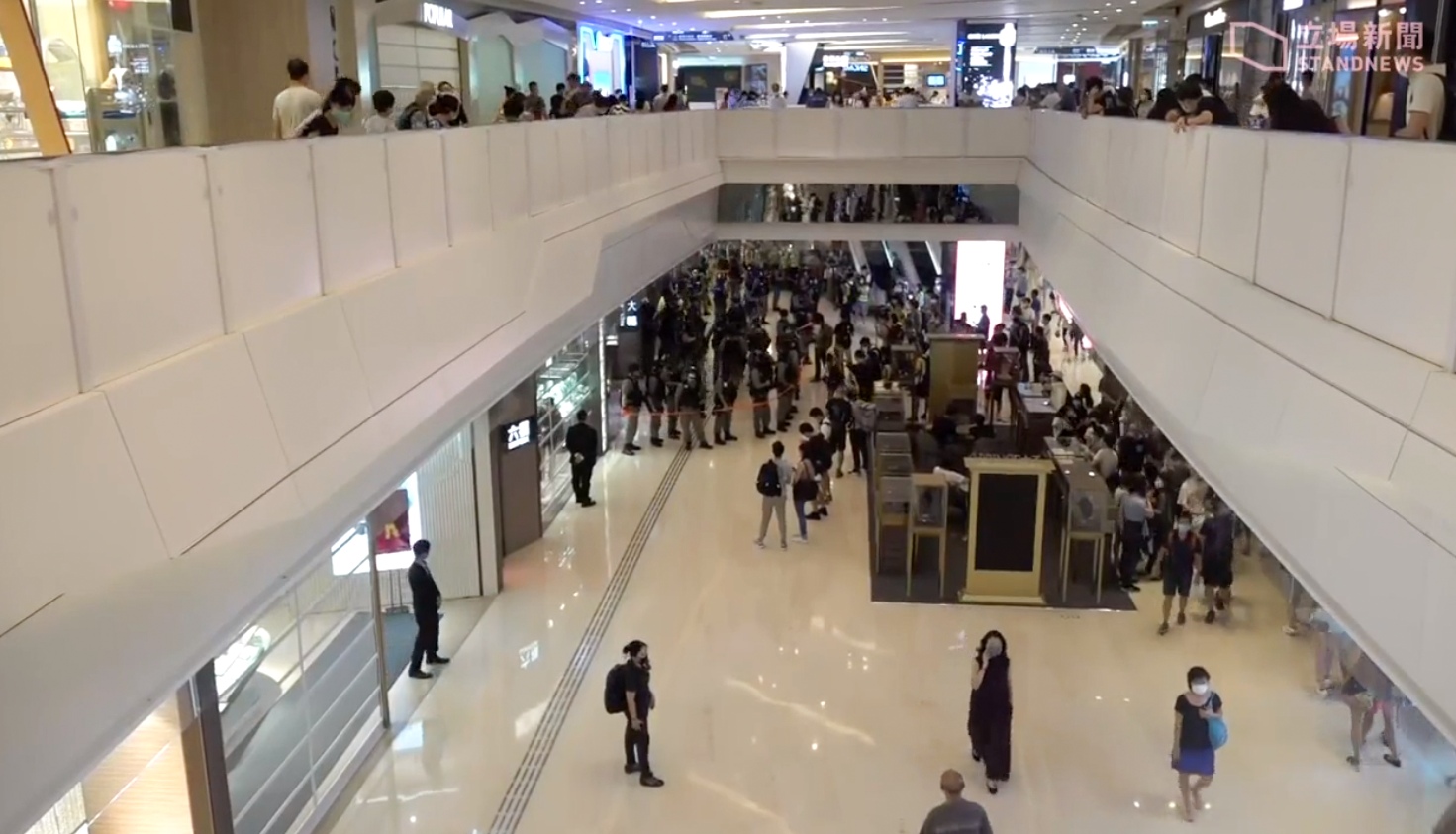
防暴警察在1樓

示威者繼續在商場遊走，期間有人懷疑有便衣警跟從。其後商場2樓中庭有10多名在圍觀和路過的年輕市民突然被多名便衣要求截查，之後才帶上委任證。到3時許，至少100名防暴警察再次進入商場驅趕市民。期間有一家三口在玩具反斗城外買完玩具後，被便衣和防暴警員推撞，其中一名7歲男童差點被推跌。當父親喝止警員期間，防暴警察近距離用胡椒噴霧指嚇，而商場內的火警鐘也斷續響起，消防員一度到場。而大量便衣設封鎖線，在2樓範圍截查至少12人，其後全部被反鎖手銬或綁索帶，之後被帶走。當中包括《香城日報》的12歲記者。

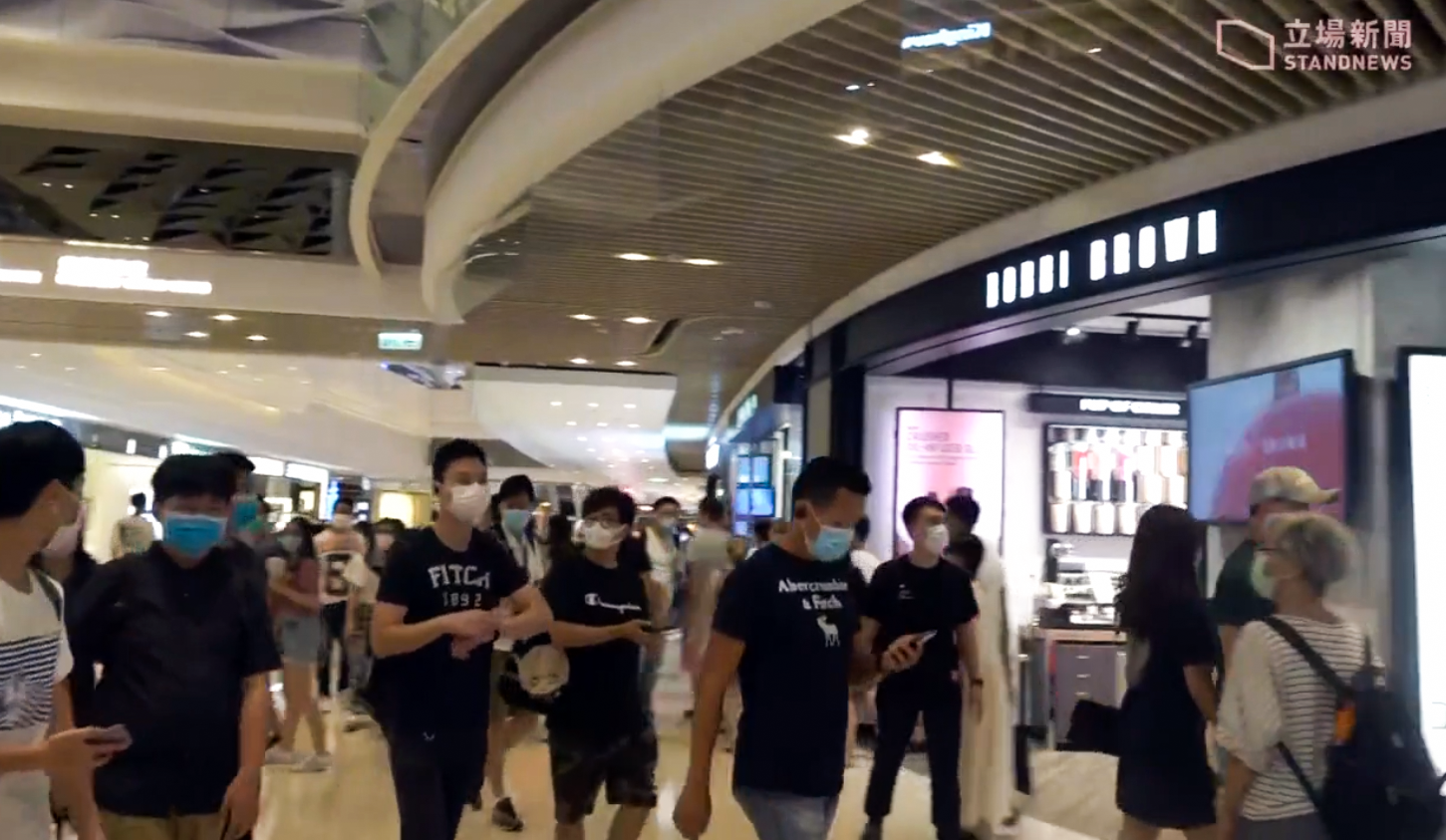
在1樓有人懷疑被3名便衣警跟從
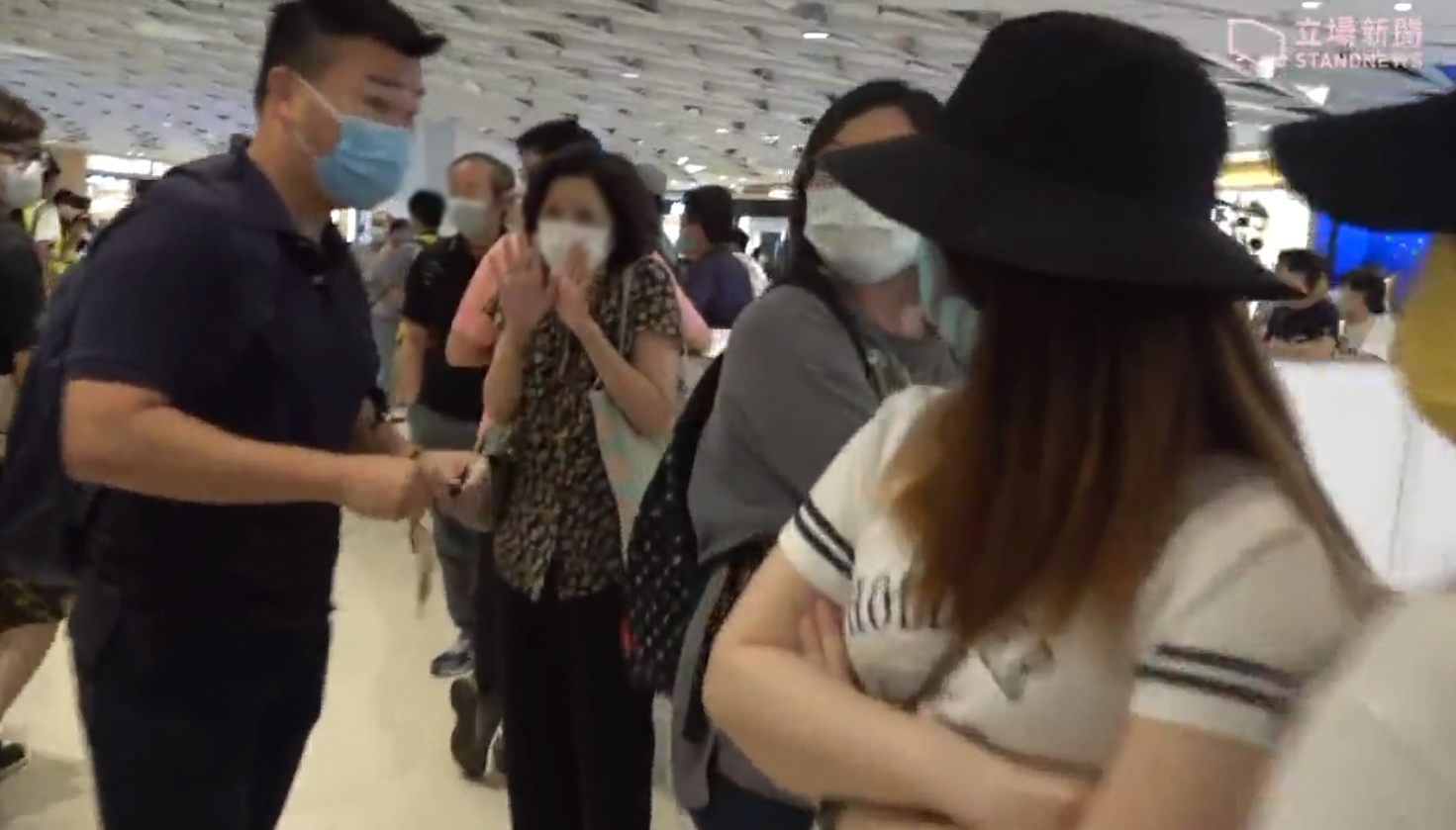
2樓中庭有便衣突然要求在場圍觀和路過遊人不可離開，之後才拿出委任證進行截查
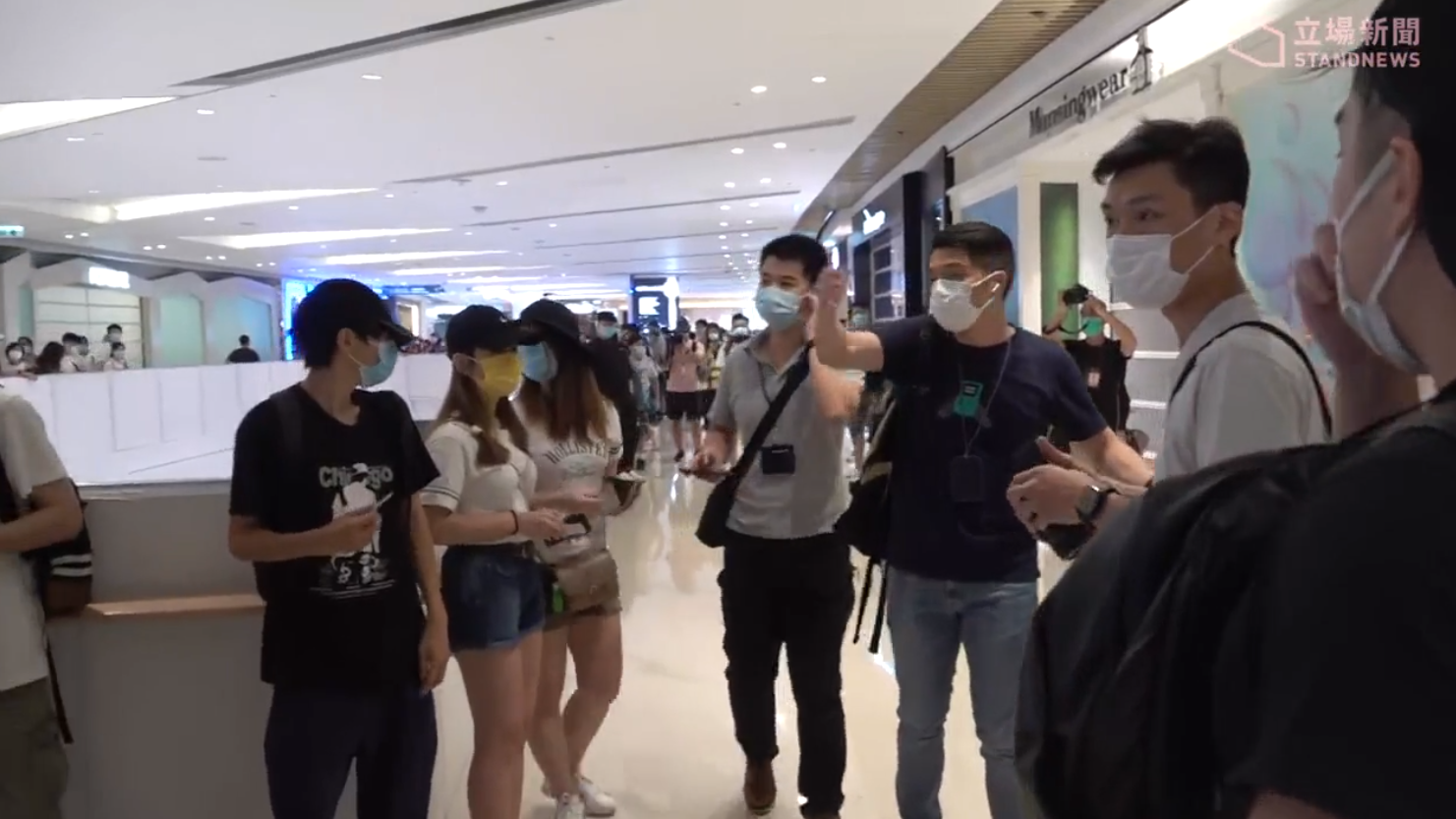
2樓陸續有便衣從出口通道出來，要求逗留中庭的市民截查
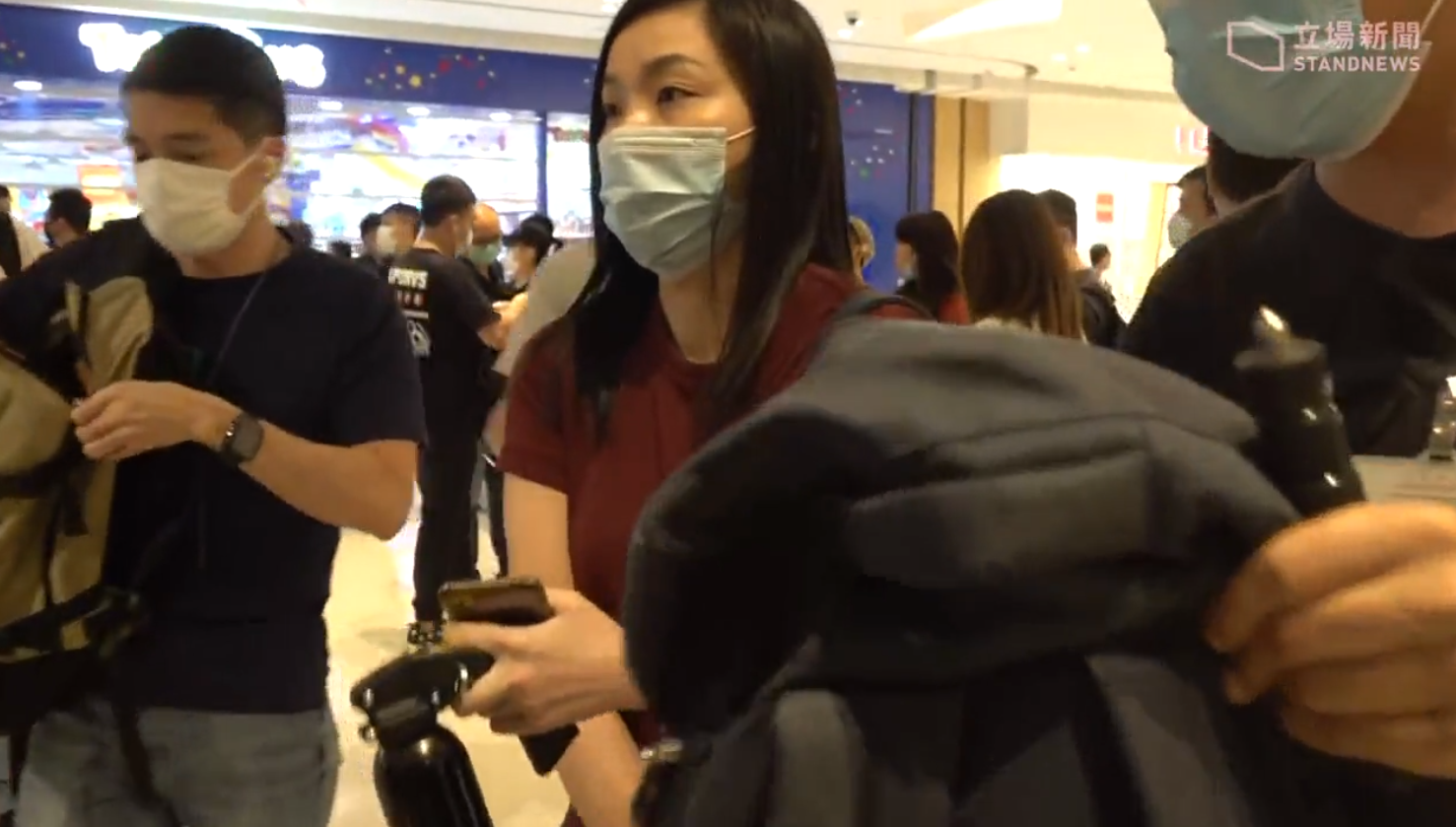
一名女便衣拿出胡椒噴霧
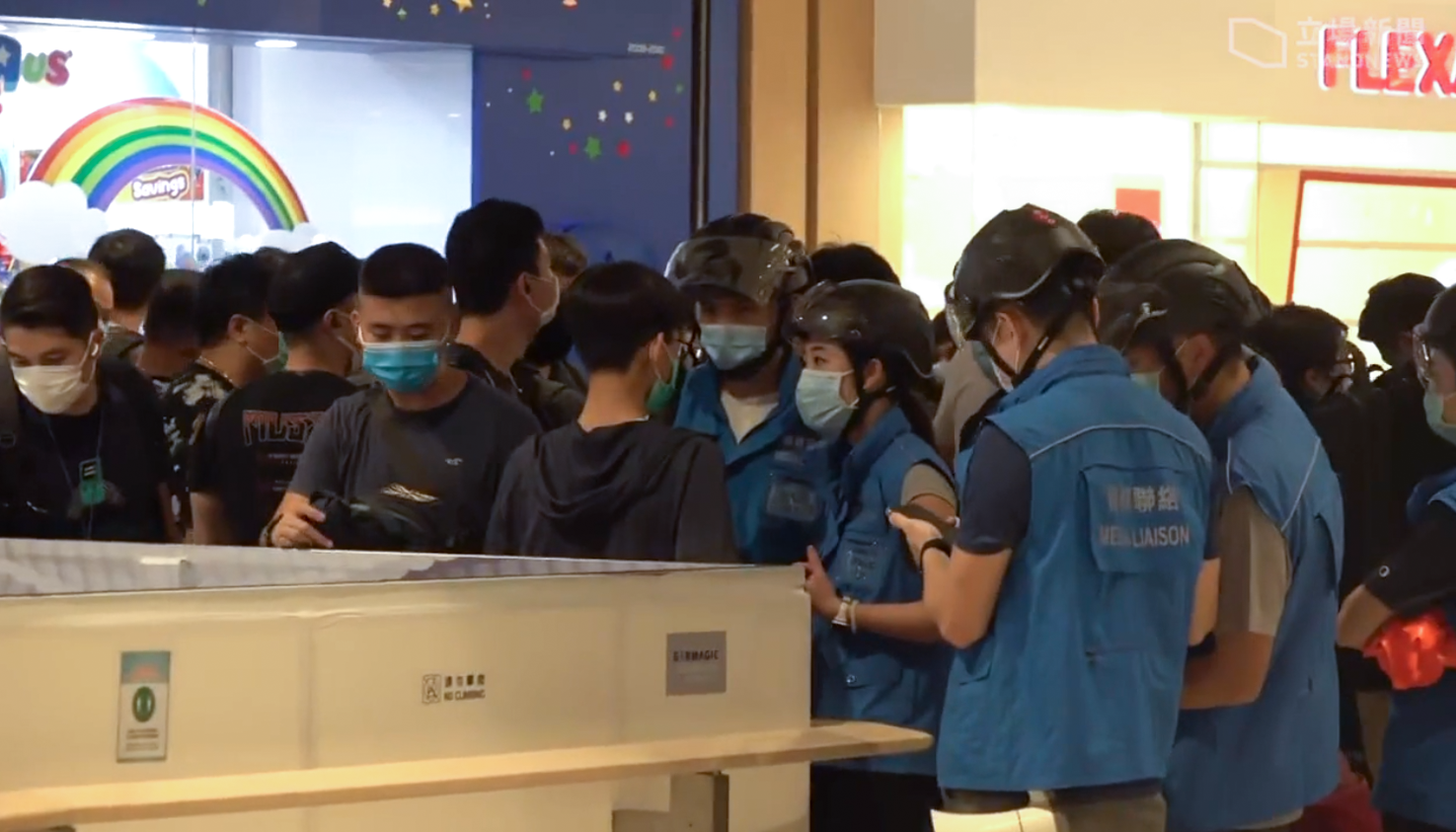
《香城日報》的一名12歲記者被截查
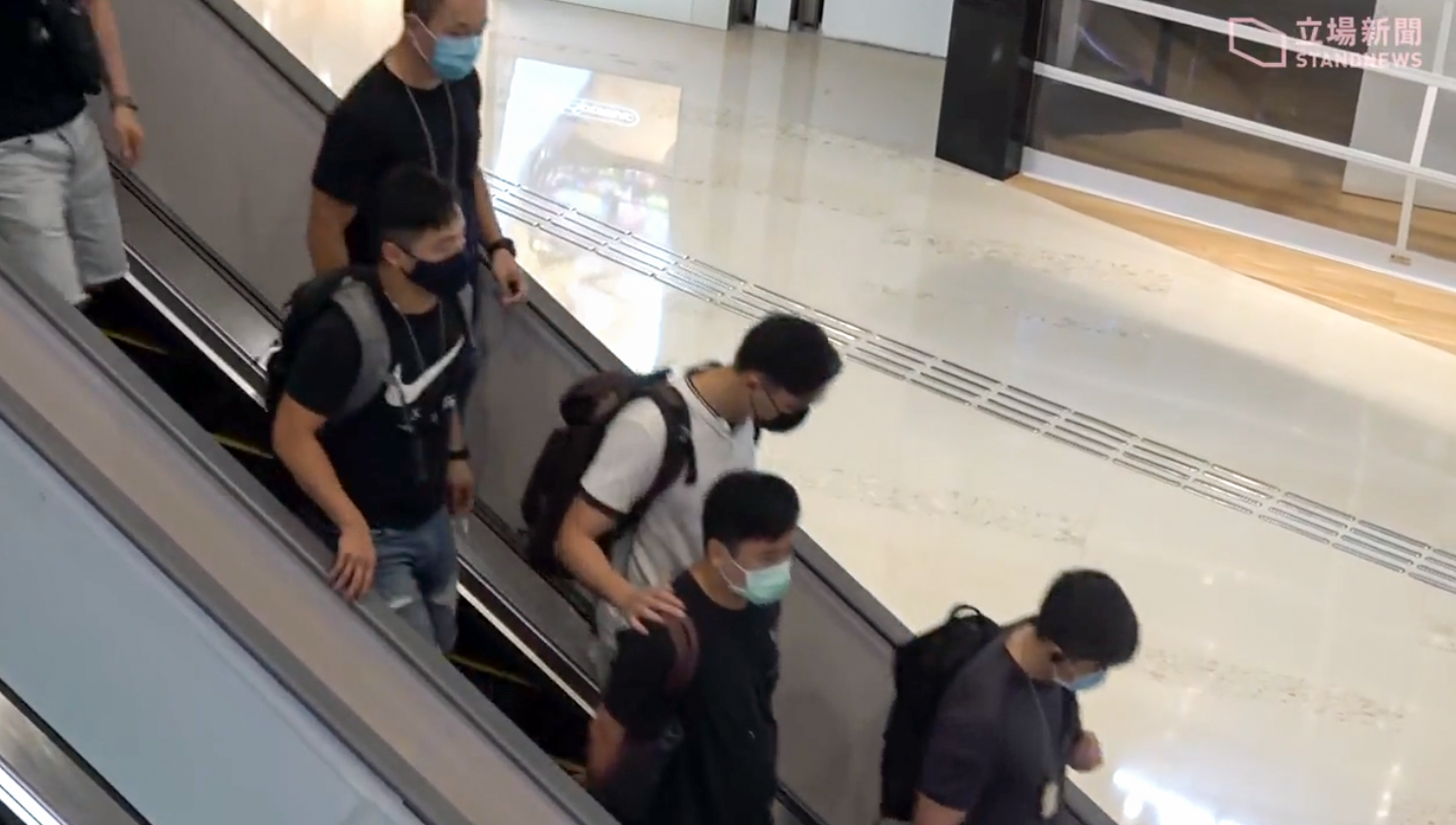
被截查的10多名市民被帶走

### 拍攝大頭照引起爭執
下午5時許，大部份參與活動的市民離開後，1名55歲男子被指拍攝示威人士的「大頭相」，與在場另一名中年婦女發生口角，其後聲稱被非禮。防暴警第三度進入商場，到翠園了解後，涉事男子強調自己無辜。警方因懷疑男子襲擊對方而被拘捕，帶返警署調查。

### 便衣警對遊人噴胡椒噴劑

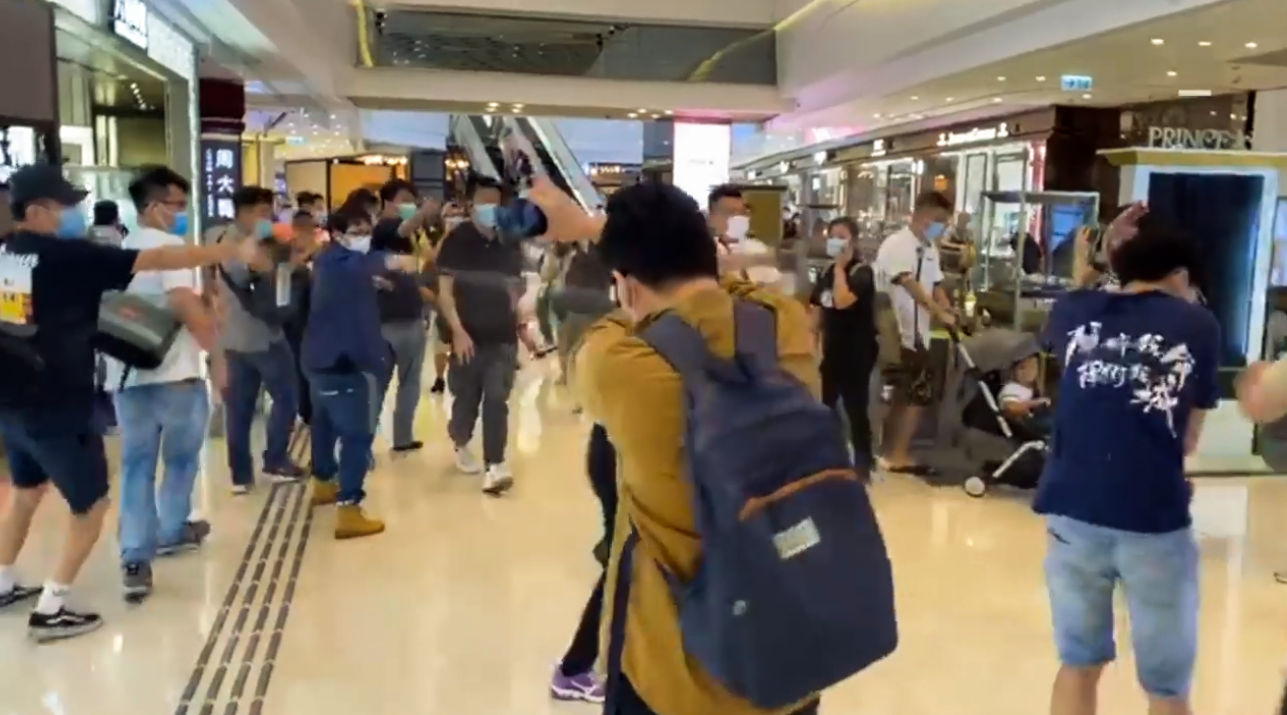
多名便衣警員向在場的遊人噴射胡椒噴劑

到晚上7時許，兩名男子在中庭揮動港英旗和高叫反修例口號後，便衣警突然上前帶走兩人。其中一人為「和你lunch」常客。之後大批便衣警員兩度向圍觀的市民噴射胡椒噴劑和以伸縮警棍驅趕。同一時間，大批防暴警察第四度進入商場，並一度向2樓舉起胡椒球槍。區議員林進、何啟明及最少一名途人被噴中，一人不適送院。

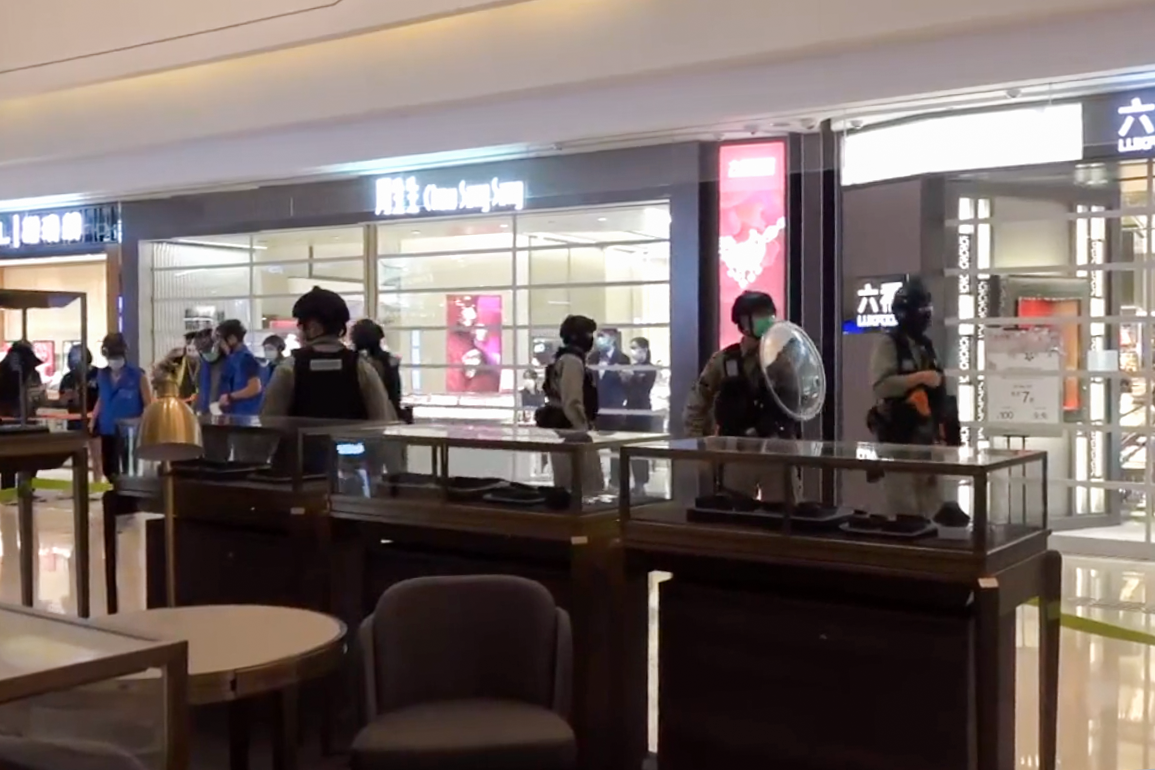
防暴警察第4次到場，商店落閘
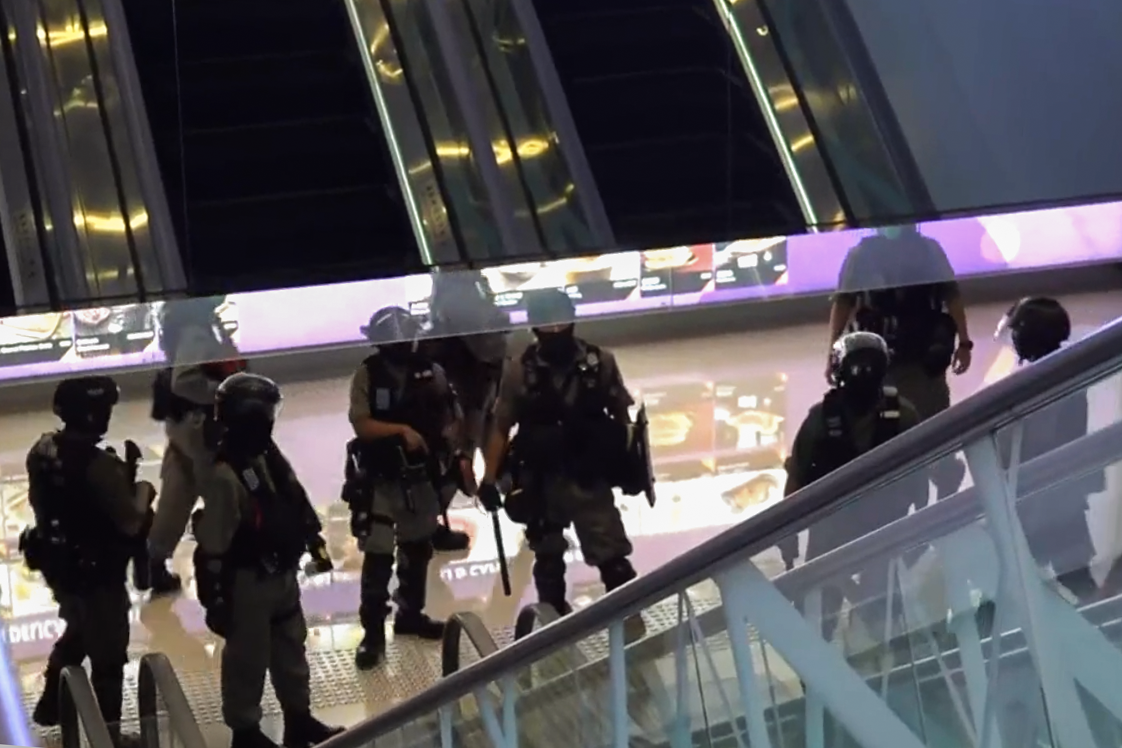
部分防暴警察蒙面，不能辨別
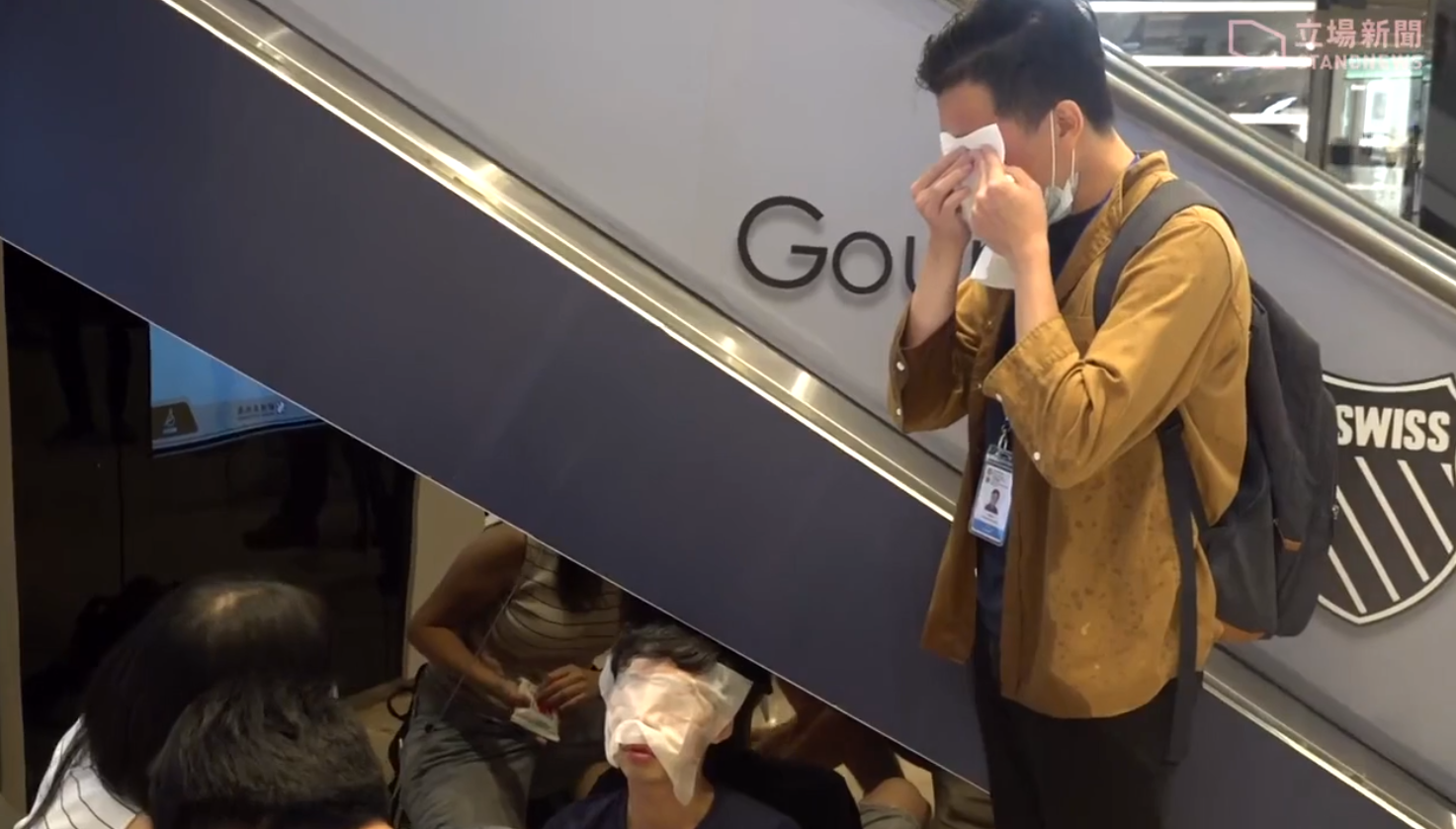
區議員林進、何啟明被警員噴射胡椒噴劑後感到不適
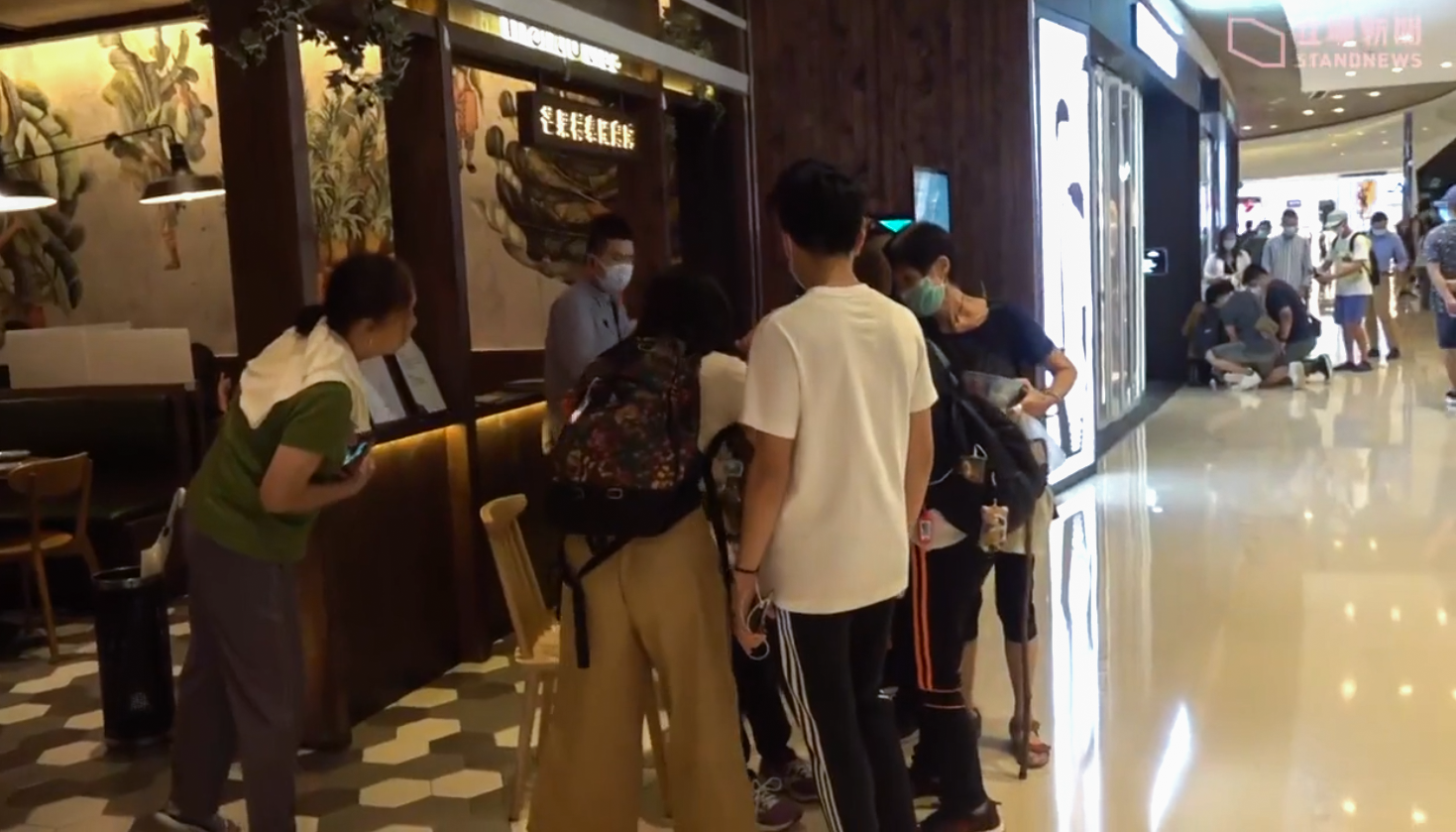
有商場的遊人被警員噴射胡椒噴劑後不適，等候義務急救員協助洗眼
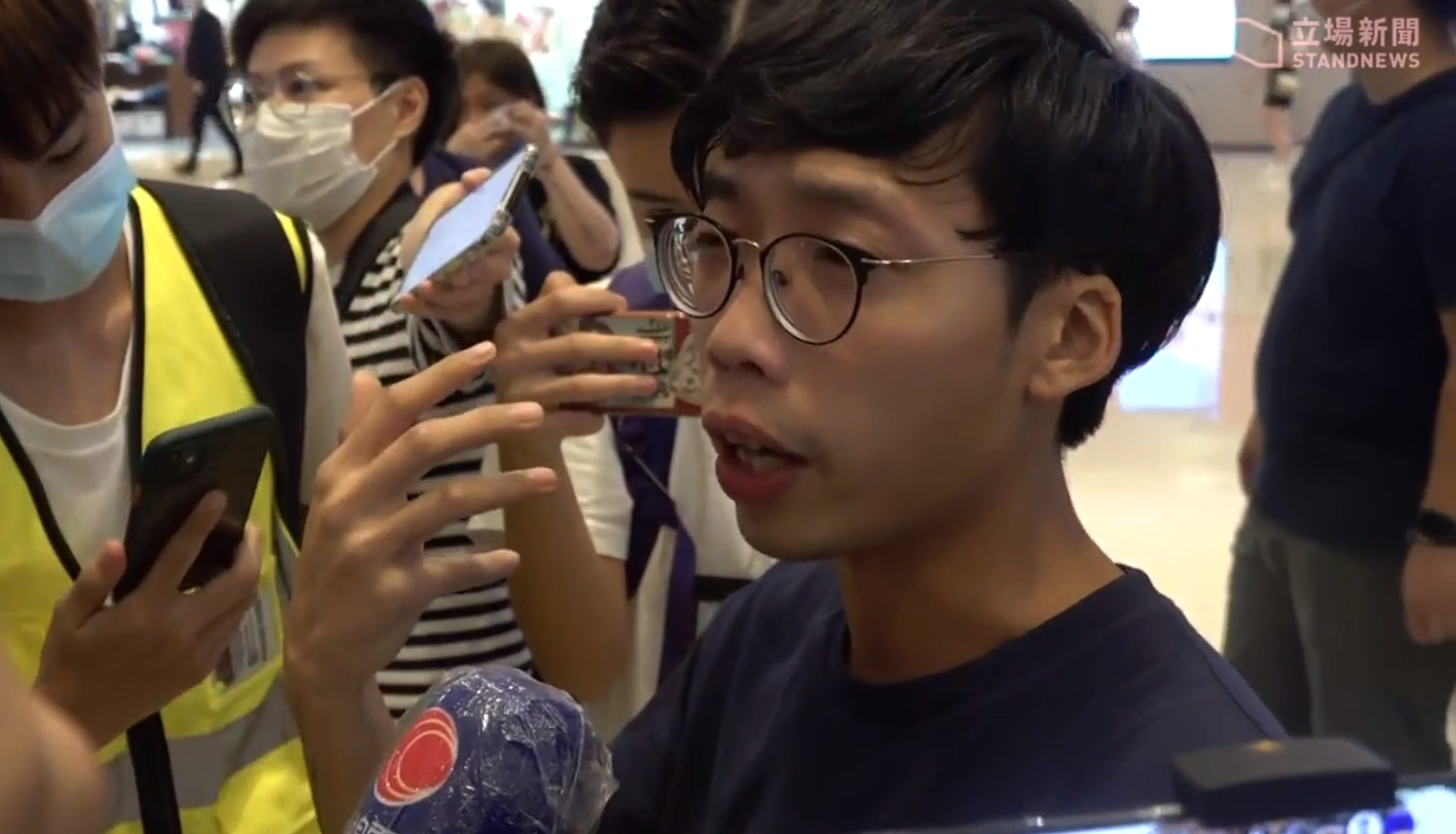
區議員林進見記者

## 被捕
警員以涉嫌非法集結拘捕7男5女，年齡介乎14至55歲。其中一名55歲男子因涉嫌普通襲擊而被拘捕。不過受襲擊的婦人於一日後被拘捕，一度被扣留調查。

## 批評

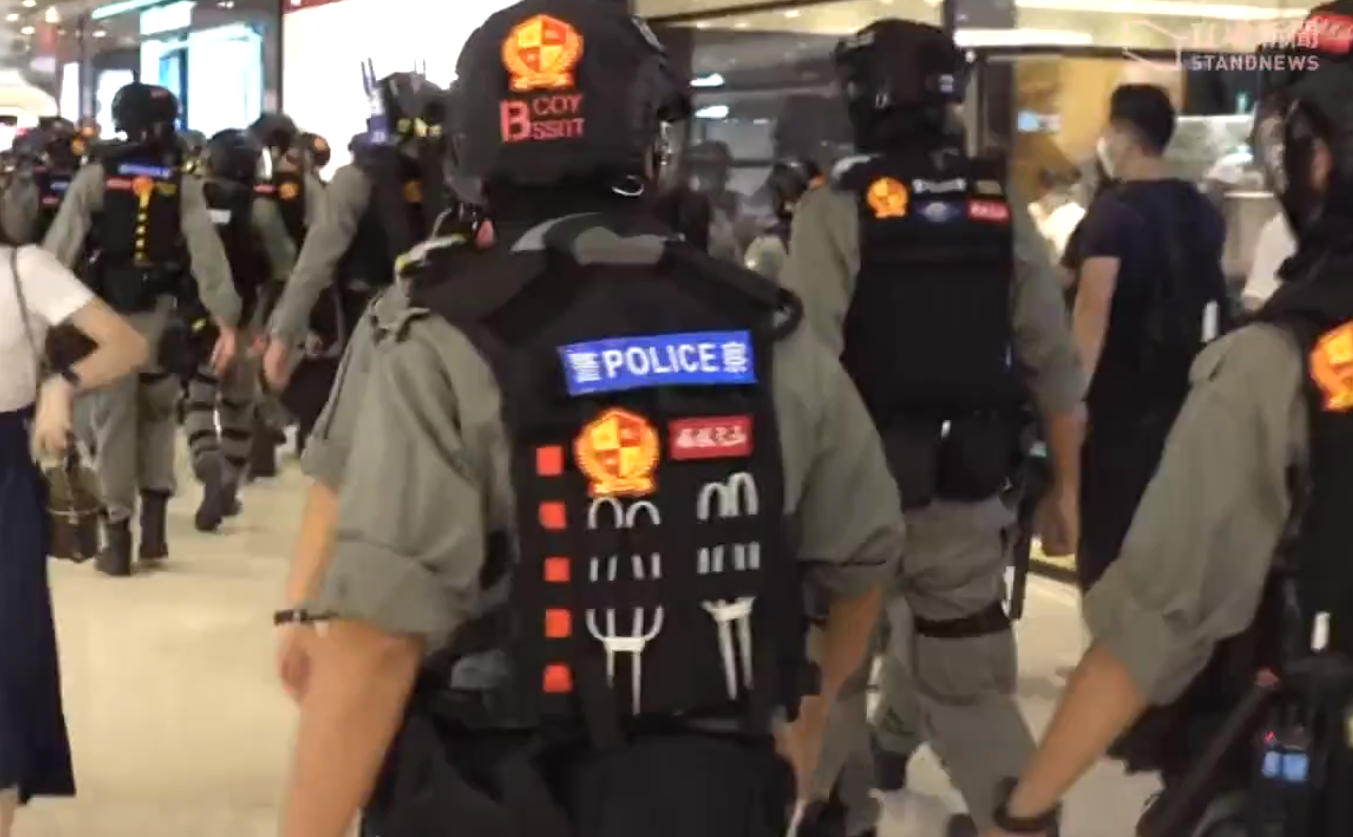
防暴警察貼上「風林火山」標語和寫有「Bravo」字眼徽章，引起市民認為無法辨別身份。不過警方認為徽章可提升團隊精神及士氣，並不會影響市民對警隊的印象，實屬可以理解

- 有市民質疑防暴警察貼上「風林火山」標語和寫有「Bravo」字眼徽章，讓市民無法辨別身份，批評警隊在民望非常低的情況下，只能透過貼徽章增加存在感。而藝人王喜在個人Youtube頻道表示相關事件相當嚴重，其中「侵掠如火」極為不恰當，要求該隊涉事警員銷毀所有「風林火山」布章。而根據《警察通例》第15章，除非獲得警務處長批准，警務人員不得改變警方所發的制服或衣著。[7]而警方回應指執勤時佩戴徽章，可讓相關人員易於識別，提升行動效率，團隊精神及士氣，同時不會影響市民對警隊的印象，實屬可以理解[8]。
- 元朗區議員林進認為市民在商場中庭和平揮旗和叫口號，根本沒有做出違法行為。當他向警方了解拘捕原因，並表明區議員身份是，卻被噴射胡椒噴霧。他批評警方濫暴無理。[4]